# IC 418
IC 418は、銀河系の中にある惑星状星雲である。Spirograph Nebulaという名前は、スピログラフの描くパターンに似た入り組んだ模様に由来する。

## 歴史
数百万年前には、IC 418は恐らくごく普通の赤色巨星であった。核の燃料を使い果たした後、将来白色矮星になる熱い核を残して、外層が外側に拡大を始めた。
IC 418は、約3600光年離れたところにあり、0.3光年にわたって広がっている。